# 飯原服装専門学校
飯原服装専門学校（いいはらふくそうせんもんがっこう）とは、岐阜県岐阜市にある私立の専門学校である。

## 概要
- 1954年に各種学校として認可を受け開校。1976年に専修学校としての設置が認可された[1]。
- 専門課程として総合学科と服飾専科、一般課程として服飾科、ファッション工科、服飾デザイン科を有する。各課程には昼コースと夜コースが設置されている。
- 専門課程は服飾の基礎から応用、さらに高度な資格取得を目指すものである。
- 一般課程のうち服飾デザイン科は、生涯学習型の課程である。
- 一般向けの開放講座も開催している。

## 設置学科

### 専門課程

#### 総合学科
- ベーシックコース
  - 修業年数は2年。

#### 服飾専科
- マスターコース
  - 修業年数は1年。入学資格は大学、短大の被服学科または飯原服装専門学校総合学科卒業である。

### 一般課程

#### 服飾科
- グローイングコース
- プレベーシックコース 
  - 修業年数は2年。

#### ファッション工科
- テクニカルコース
  - 修業年数は2年。

#### 服飾デザイン科
- デザインコース
  - 修業年数は1年。

## 交通アクセス
- 岐阜バス「伊奈波通り」バス停より徒歩約2分。